# منتخب الولايات المتحدة لكرة الهدف للرجال

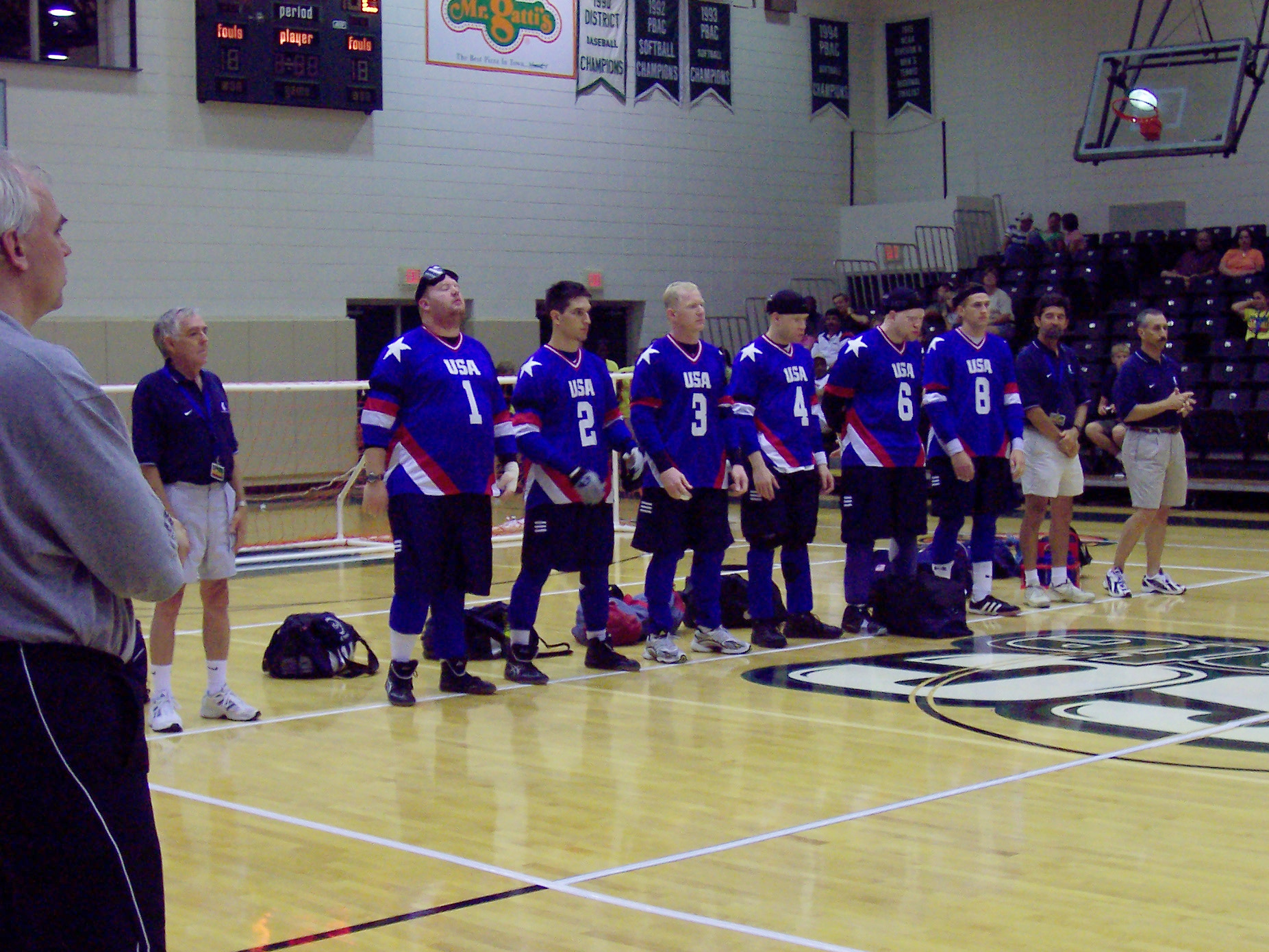
اصطف لاعبو فريق كرة الهدف للرجال بالولايات المتحدة في بداية الشوط الأول. بطولة العالم لكرة الهدف، سبارتانبورج، ساوث كارولينا، الولايات المتحدة الأمريكية (يوليو 2006).

منتخب الولايات المتحدة لكرة الهدف للرجال (بالإنجليزية: United States men's national goalball team)‏ هو ممثل الولايات المتحدة الرسمي في المنافسات الدولية في كرة الهدف
.